# 獻陵 (西夏)
獻陵是中国西夏第三代皇帝惠宗李秉常的陵墓。
獻陵位于宁夏回族自治区银川市西40公里贺兰山东麓平吉堡西夏王陵建築群內。據史料記載，1086年七月，李秉常崩，时年二十六岁，在位二十年，谥号康靖皇帝，庙号惠宗，葬于献陵。依據昭穆次序推斷，可能是西夏王陵中的五號陵，但未有確切證據證實這一點。